# Napoleon Wybuchowiec
Napoleon Wybuchowiec (ang. Napoleon Dynamite) – amerykański film niezależny w reżyserii Jareda Hessa z 2004 roku. W 2005 roku film zdobył trzy statuetki nagród MTV Movie Awards, dla Breakthrough Male Performance (przełomowa rola męska), Best Musical Performance (najlepszy występ muzyczny) i dla Best Movie (najlepszy film). Główne role w filmie grali Jon Heder i Madison Smith. Budżet filmu wyniósł zaledwie 400 tysięcy dolarów.

## Opis fabuły
16-letni Napoleon (Jon Heder) ma dwoje przyjaciół, Deb i Pedra. Zdaniem Napoleona jego kolega byłby doskonałym przewodniczącym samorządu szkolnego. Przyjaciele przygotowują kampanię wyborczą. Nie jest to proste, ponieważ Napoleon uchodzi za dziwaka ze względu na oryginalne stroje i fryzurę.

## Obsada
- Jon Heder - Napoleon Dynamite
- Jon Gries - Uncle Rico
- Efren Ramirez - Pedro Sanchez
- Aaron Ruell - Kip Dynamite
- Diedrich Bader - Rex
- Tina Majorino - Deb
- Sandy Martin - Grandma
- Haylie Duff - Summer Wheatly
- Trevor Snarr - Don
- Shondrella Avery - LaFawnduh Lucas
- Bracken Johnson - Randy
- Carmen Brady - Starla
- Ellen Dubin - Ilene
- J.C. Cunningham - Jock #1
- James Smooth - Jock #2

## Muzyka z filmu
1. We're Going to Be Friends – The White Stripes
2. A-Team Theme
3. Forever Young – Alphaville
4. Larger than Life – Backstreet Boys
5. Design – Fiction Company
6. Canned Heat – Jamiroquai
7. So Ruff, So Tuff – Zapp and Roger
8. Time After Time – Cyndi Lauper
9. The Rose – Bette Midler
10. Light In Your Eyes – Sheryl Crow
11. Music for a Found Harmonium – Penguin Cafe Orchestra
12. The Promise – When In Rome